# مزار و چله‌خانه درویش خسرو
مزار و چله خانه درویش خسرو مربوط به دوره صفوی است و در شهرستان درمیان، روستای بیناب واقع شده و این اثر در تاریخ ۷ مرداد ۱۳۸۲ با شمارهٔ ثبت ۹۳۰۱ به‌عنوان یکی از آثار ملی ایران به ثبت رسیده است.